# Chiesa di Santa Maria del Carmine (Barletta)
La Chiesa di Santa Maria del Carmine è un edificio religioso del centro storico di Barletta, situato in via Mura del Carmine.

## Storia e descrizione
La chiesa di Santa Maria del Carmine nella sua forma attuale risale a metà del 1700, dopo che fu gravemente danneggiata da un terremoto.
Con l'abolizione degli ordini monastici nel Regno di Napoli, la chiesa e il convento passarono nelle mani del governo locale, che riconvertì l'annesso convento a sede della capitaneria di porto. Al suo interno contiene numerose opere d'arte e una pavimentazione in maiolica. 